# Thelyconychia solivaga
Thelyconychia solivaga là một loài ruồi trong họ Tachinidae.